# X戰警：未來昔日
《X戰警：未來昔日》（英語：X-Men: Days of Future Past）是一部於2014年上映的美國超级英雄電影，改編自漫威漫畫旗下的同名超級英雄團體X戰警，本片為X戰警電影系列的第七部作品，由布莱恩·辛格执导，賽門·金柏格撰寫劇本，並由休·傑克曼、詹姆斯·麥艾維、伊恩·麥克連、珍妮佛·勞倫斯、派崔克·史都華、荷莉·貝瑞、安娜·派昆、麥可·法斯賓達、艾倫·佩姬和彼特·丁拉基主演。本片故事的設定上是2006年電影《X戰警：最後戰役》和2011年電影《X戰警：第一戰》的雙向平行續集，時間點是各兩集的10年後。
2014年5月21日于台灣、5月22日于香港、5月23日在美國和中國大陸上映。

## 劇情
2023年，世界淪為人間地獄，各處存在著無數專門捕殺變種人的「哨兵機器人」，其表面能夠“轉化為各種元素”而堪稱金剛不壞，造成人類與變種人雙方均死傷慘重，留下惡勢力獨掌大局。但仍有一小部分倖存者躲在各處盡力擺脫哨兵追蹤；由查爾斯·賽維爾、艾瑞克·藍歇爾、奧洛羅·夢洛和羅根組成的小隊，和躲在中國長城附近的由凱蒂、主教、冰人、鋼人、戰跡、太陽黑子與閃爍組成的團隊會合。查爾斯打算利用凱蒂的意識傳輸能力，將自己的意識送回到五十年前，解釋災難全部源於曾與他一起長大的妹妹瑞雯，於1973年時殺害哨兵開發者玻利瓦·崔斯克。崔斯克之死促使人類迅速實行哨兵計畫，還從遭當場捕獲的瑞雯身上提取出能夠自由變形的變種基因作為藍本，再融合眾多變種能力研製出現今的強大哨兵；由此斷言若阻止她行兇即能徹底改變未來。
由於普通人大腦負荷率有限，唯一有強大自癒能力的羅根成為最佳人選，凱蒂提醒他回到過去所做的任何事會“板上釘釘”；而當新的歷史形成後，只有羅根一人會記得這段不存在的「黑暗史」。查爾斯與艾瑞克囑託羅根去指引五十年前的他們自己，交代逆轉未來的成敗在此一舉。進入意識傳輸的羅根返回自己1973年時的軀體，發現當時自己手上還是骨爪，隨後來到X宅邸遇見年輕的查爾斯和漢克·麥考伊，然而發現查爾斯生活孤單、落魄，不惜靠用藥物抑制能力來讓雙腿恢復健全。羅根講述他經歷的未來慘況與來此目的，查爾斯雖然不情願，為了瑞雯著想而還是勉強動身。由於艾瑞克涉嫌甘迺迪刺殺案而囚禁在五角大樓地下一百層，羅根便帶他們去求助自己在未來認識、擁有超音速能力的變種男孩彼得·馬克西莫夫。靠彼得“神速”般的協助，眾人成功救出艾瑞克一同踏上旅程。
瑞雯在美軍從越南戰爭撤軍時，救出幾名即將被送去「崔斯克工業」做實驗的變種人，她隨後潛入崔斯克工業辦公室，看到崔斯克執行過的多數變種人殘忍實驗報告，當中甚至包含自己原來的戰友。目睹同袍受如此殘忍的待遇，悲憤的瑞雯發誓會為同袍報仇雪恨，來到巴黎變身成一名越南將軍潛入崔斯克出席的和平峰會。而崔斯克攜帶在身上的變種人偵测器探測到瑞雯，瑞雯恢復外表後正要對崔斯克開一槍，而查爾斯等人到場阻止後使得崔斯克跑掉。但艾瑞克為了確保變種人的未來，自作主張舉起槍打算殺死瑞雯，瑞雯腿部中槍之下逃之夭夭。羅根發現崔斯克身邊的少校是年輕的威廉·史崔克，在勾起不好記憶之下險些脫離意識控制。崔斯克借此機會向當時的美國總統理查德·尼克森提出哨兵計畫，同時獲取瑞雯在巴黎流出的血液DNA，開始未來哨兵的設計工作。
羅根、查爾斯和漢克回去學校，藥效結束的查爾斯雙腿重回癱瘓的同時，也開始恢復心電感應能力。為了勸回瑞雯，查爾斯坐回輪椅、重新使用腦波強化機說服她卻遭到回絕，但得知她即將前往華盛頓，推測出她即將在隔天白宮舉行的哨兵展示會上進行刺殺。崔斯克於白宮廣場上展示八架一代哨兵，瑞雯變換成一名總統護衛，查爾斯及時用思想控制制止她行動。這時，艾瑞克奪回他的防禦心理頭盔後，遙控八架哨兵攻擊趕跑廣場上的群眾，最後將整座羅伯特·肯尼迪紀念體育場將白宮整體圍住。查爾斯被壓在鋼筋下面無法動彈，羅根無力阻止艾瑞克，全身遭鋼筋束縛的情況下拋進波托馬克河中。
而未來的寺廟很快遭到數百架哨兵的大舉進攻，在門外殊死抵抗的X战警們一個接一個戰死，奄奄一息的艾瑞克向查爾斯懺悔自己過去的行為，二人握手言和。在過去，艾瑞克將整個總統地堡舉出來，用電視直播呼籲所有變種人無需躲藏，但瑞雯暗中開槍擦傷他的脖子，隨後把槍對向崔斯克。查爾斯再次呼籲瑞雯能夠回心轉意，舉槍的瑞雯在猶豫不決之下，最終選擇放棄復仇而將槍扔掉。槍落地的瞬間讓歷史被成功改寫，本在未来即將喪命的查爾斯一行人，跟著不復存在的黑暗未來一起消失。瑞雯與查爾斯相視一笑後離開現場，艾瑞克醒後同樣罷手離去。瑞雯拯救總統及內閣的壯舉被世人目睹，使維護變種人的聲浪高漲，哨兵計畫因此取消，崔斯克因向越南方面洩露軍方機密而被逮捕。沉在河底的羅根恢復過去意識，隨即被軍方打撈上來，而瑞雯暗中變成史崔克到現場將他接管。
而在全新未來，羅根在X學院的床上醒來，發現世界一片安詳，自己則從事歷史教育，相繼遇見年老的漢克以及平安無事的巴比、凱蒂、奧洛羅等夥伴，甚至包括當初被他親手殺死的琴·葛雷以及陣亡的戰友史考特·桑瑪斯。羅根從驚訝到高興見到夥伴們後，理解到他成功改變歷史。當查爾斯發現羅根才剛剛回歸世界後，答應和他敘舊、並讓他瞭解其錯過的歷史。歷史的改變反而間接性引發一段事情；距今3000年前的古埃及，人類膜拜著一名所向披靡的變種人祖宗，正當他用意念能力輕鬆拼湊古埃及金字塔時，也有四名騎士在遠處觀望著他。

## 角色
| 演員                                                     | 角色                                                                  | 詮釋 |
| 休·傑克曼 Hugh Jackman                                   | 「金鋼狼」詹姆士·「羅根」·赫雷特 （Wolverine / James"Logan" Howlett） | 於未來僅存的變種人之一。面臨變種人絕種的危機，金鋼狼的癒合能力使他成為唯一一位能穿越回1970年代的X戰警，他唯有活下去，才能夠完成使命。 能力：再生、亞德曼鋼爪、感知                                               |
| 詹姆斯·麥艾維 James McAvoy派崔克·史都華 Patrick Stewart  | 「X教授」查爾斯·賽維爾 （Professor X / Charles"X"Xavier）             | 於未來僅存的變種人之一。X學院的校長，擁有地球上最強的心靈感應能力，X教授經歷了變種人的興起到被人類獵殺，面對變種人的存亡之戰，X教授只能挺身而出，無論是他的過去或是未來。 能力：影像塑造、思想控制、心靈感應。   |
| 麥可·法斯賓達 Michael Fassbender伊恩·麥克連 Ian McKellen | 「萬磁王」艾瑞克·藍歇爾 （Magneto / Erik Lehnsherr）                  | 於未來僅存的變種人之一。世界上能力最強的變種人之一，與X教授亦敵亦友了數十年，面對變種人最大的危機到來，雙方只好結合成新的聯盟共同抵抗敵人。 能力：控制金屬、磁場                                                 |
| 珍妮佛·勞倫斯 Jennifer Lawrence                          | 「魔形女」瑞雯·達克霍 （Mystique / Raven Darkhölme）                  | 曾是X教授最好的朋友，在第一戰之後加入了萬磁王的團隊成為對手。可以任意改變形體，可變身為任何人。誓死切不計代價要保護變種人，而她的行動卻是一根導致變種人的滅亡的導火線。 能力：可任意變化成他人，容貌不隨年齡變化 |
| 尼可拉斯·霍特 Nicholas Hoult凱西·葛雷莫 Kelsey Grammer   | 「野獸」漢克·麥考伊 （Beast / Hank Macoy）                            | X教授的夥伴，天才科學家。能力為極大的力量和敏捷的速度。使用他自己調配的藥劑，能使其變種特徵更加顯著，長出藍色鬃毛，外貌近似貓科動物，此時其能力也增強。                                                          |
| 艾倫·佩姬 Ellen Page                                     | 「幻影貓」凱蒂·普萊德 （Shadowcat / Katherine Anne Kitty Pryde）      | 於未來僅存的變種人之一。可以自由穿越任何固體，在變種人存亡之戰運用其進階能力，讓對象意識穿越時空，但對象會承受極大負荷。                                                                                         |
| 丹尼爾·寇德摩爾 Daniel Cudmore                           | 「鋼人」彼得·拉斯普廷 （Colossus / Peter Resputing）                  | 於未來僅存的變種人之一。擁有不可思議的力氣，龐大的體型以及堅不可摧的金屬外殼。 |
| 肖恩·阿什莫 Shawn Ashmore                                | 「冰人」鮑比·杜瑞克 （Iceman / Bobby Robert Drak）                    | 於未來僅存的變種人之一。具有製造冰點的能力，除了可製作出冰製盔甲外，還可以用冰製成各式武器，如子彈，冰盾，防護外套。                                                                                             |
| 荷莉·貝瑞 Halle Berry                                    | 「暴風女」奧洛羅·夢洛 （Storm / Ororo Moonroe）                       | 於未來僅存的變種人之一。擁有控制天氣的超能力，從冰風暴，到颶風的生成。 能力：飛行/氣候控制/能量感知 |
| 伊凡·彼得斯 Evan Peters                                  | 「快銀」彼特洛·馬克西莫夫 （Quicksilver / Pietro Maximoff）           | 竊盜慣犯，在過去協助羅根等人的一位變種人，擁有超音速的移動能力，連平時說話也很快。 |
| 范冰冰 Fan BingBing                                      | 「閃爍」克拉麗斯·弗格森 （Blink / Clarice Ferguson）                  | 於未來僅存的變種人之一，擁有製造空間傳送門的能力，可瞬間移動人與各種物體。 |
| 彼特·丁拉基 Peter Dinklage                               | 玻利瓦·崔斯克 （Bolivar Trask）                                       | 哨兵機器人計畫的創始人，為舊時代的世界頂尖變種人專家以及崔斯克企業的總裁，負責製造出哨兵機器人來保護人類免受變種人的傷害，也是造就未來危機的罪魁禍首。                                                           |
| 乔什·赫尔曼 Josh Helman布萊恩·考克斯 Brian Cox           | 威廉·史崔克 （Maj. William Stryker）                                  | 陸軍少校，波利瓦·崔斯克的左右手，曾是金鋼狼在X計畫時的上司，畢生致力於保護人類免受變種人威脅。由於自己的變種人兒子對妻子所做的事情，導致對變種人有著極大的恨意。                                                 |
| 歐馬·希 Omar Sy                                          | 「主教」盧卡斯·畢夏普 （Bishop / Lucas Bishop）                       | 於未來僅存的變種人之一。可以吸收周圍環境的能量並重導能量走向，當危急時運用超能提供變種人所需的強大火力。 |
| 布布·史都華 Booboo Stewart                               | 「戰跡」詹姆斯·普雷史達 （Warpath / James Proudstar）                 | 於未來僅存的變種人之一，擁有超人類的體能，高感知能力，速度，敏捷及耐力。 |
| 亞當·坎圖 Adan Canto                                     | 「太陽黑子」羅伯托·達科斯塔 （Sunspot / Roberto da Costa）            | 於未來僅存的變種人之一，擁有吸收太陽能的能力並轉化為自身使用，並可飛行及發射紅外線。 |
| 盧卡斯·提爾 Lucas Till                                   | 「法官」亞歷克斯·桑瑪斯 （Havok / Alex Summers）                      | 吸收周圍能量並轉化成衝擊波，響應號召而加入美軍，參加越南戰爭。 |
| 伊萬·喬尼凱特 Evan Jonigkeit                             | 蛤蟆人 （Toad）                                                       | 響應號召而加入美軍，參加越南戰爭。具有極高的彈跳力及舌頭伸長的能力。 |
| 安娜·派昆 Anna Paquin                                    | 「小淘氣」梅莉 （Rogue / Marie）                                      | 跟他人有肌膚接觸時，會吸收他人生命力和變種人的能力，由於深受其能力所苦，於《X戰警：最後戰役》主動注射藥物而終於成為一般人類。在電影中的登場被刪減，完整戲份在導演剪輯版中出現。                                  |
| 芳姬·詹森 Famke Janssen                                  | 琴·葛雷 （Jean Grey）                                                 | 擁有最強大的心靈感應與意念力，由新時間線中“複生” 。 |
| 詹姆斯·馬斯登 James Marsden                              | 「獨眼龍」史考特·桑瑪斯 （Cyclops / Scott Summers）                   | 能從眼睛發出有破壞力的雷射光，由新時間線中“複生”。 |
| 格雷格·洛 Gregg Lowe                                     | 纹墨 （Ink）                                                          | 被囚禁在集中营中，1973年时响应号召而加入美军，参加越南战争。能使用刺在其身上的刺青圖案所代表的能力，在劇情中只用過生化物品標誌刺青的能力讓人生病嘔吐。                                                           |
| 馬克·卡馬喬 Mark Camacho                                 | 尼克森總統 （President Nixon）                                        | 巴黎和平峰会后同意崔斯克的游说，并举行“哨兵”原型机的展示会。 |

## 和前五集冲突的设定

### 《X戰警：金鋼狼》
- 《未來昔日》中，按万磁王的描述：艾玛在1973年之前，即罗根、查尔斯等人改变未来之前就已死去；《X战警前传：金刚狼》1986年的白皇后艾玛·弗罗斯特（Emma Frost）仍是年轻女孩。但第一戰的製作者已表示兩人並非同一人。[6]

### 《金鋼狼：武士之戰》
- 《金剛狼：武士之戰》的末尾处，羅根已变回骨爪，且在片尾彩蛋两年后的机场，羅根试图攻击万磁王时伸出的也是骨爪，可见并未恢复。然而在本篇中抓伤幻影猫时却恢复为金刚爪。或許是因為導演不想要花時間再去解釋鋼爪恢復與否，在本篇鋼爪也沒任何用途（時間主軸為1973年），而且《金鋼狼：武士之戰》的結尾彩蛋是說2年後（意指2015年），8年的時間（未來昔日為2023年）也夠讓鋼爪恢復了。

### 時間線重置
因為本片關係，整個X戰警系列電影僅剩《X戰警：第一戰》於1962年的時間線，與《X戰警：未來昔日》於1973年及2023年的新時間線，其餘的原始時間線被刪除，由此兩部的時間線取代。

## 版本差異

### 小淘氣剪輯版
2015年7月14日時，二十世紀福斯家庭娛樂公司釋出電影的加長版，作為DVD發行。該影片中增加長達17分鐘的加長片段，包括在影院版中所刪減的關於「小淘氣」的次要情節，多過影院版中的客串片段。
- 加長片段：2023年，在查爾斯等人商量時間穿越的計畫時，主教和其他人卻認為這種行動可能會阻斷他們當中的一些人的出生，而最後還是奧羅羅說服他們一起行動。
- 加長片段：1973年，羅根、查爾斯與漢克來到馬克西莫夫家中找彼得幫忙前，羅根遇到彼得的小妹妹，而彼得的母親對她說：「上樓找你的姐姐玩吧！」這段短暫介紹「緋紅女巫」汪達·馬克西莫夫，但她本人並沒有登場。
- 加長片段：1973年，漢克向羅根詢問自己在未來是否活著後，突然發現瑞雯站在宅邸門口，漢克和瑞雯交談過去的往事後，兩人開始懷念舊時而發生關係。但後來，瑞雯還是堅持要去復仇，於是變形成查爾斯來到地下破壞腦波強化機，讓他們無處可查。
- 加長片段：1973年，羅根、漢克與查爾斯來到白宮廣場時，坐輪椅的查爾斯在觀眾席遇到一個戰後殘疾的退伍老兵。當老兵介紹自己的傷勢是從何來後，查爾斯介紹自己落下殘疾是因為“友軍誤射”。
- 小淘氣情節：2023年，由於琪蒂因為傷勢嚴重而撐不下去，鮑比提議說只有能夠吸收別人能力的小淘氣才能代替她。於是，查爾斯、艾瑞克與鮑比一同坐戰機潛入關押小淘氣的變種人校園，如今改造成集中營。艾瑞克和鮑比來到腦波強化機的房間救回被關押的小淘氣，但在撤離時不慎被三個哨兵機器人發現。鮑比為了掩護小淘氣和艾瑞克逃跑而留下來抵擋，最後慘死於哨兵的手上；當查爾斯啟動飛機帶著所有人逃跑時，一个哨兵剛好追上來，而查爾斯用機翼夾斷它的手臂才成功逃回寺廟。琪蒂得知鮑比已死後開始失聲痛哭，而小淘氣則吸收她的能力、代替她坐在羅根面前繼續傳輸。殊不知，還留在機翼上的哨兵手臂中的追蹤器，緊接著引來幾百架哨兵機器人。
- 加長片尾段落：崔斯克被逮捕後，被關進原本關押艾瑞克的五角大樓地下牢房。

### 刪減畫面
並非是加長版的，是影院版的刪減。
- 2023年，在羅根即將要前往過去時，暴風女前來向羅根道別並親吻了彼此。

## 制作
2013年4月15日在加拿大蒙特利尔开拍，同年8月17日杀青。它采用3D技术拍摄，是X战警系列的首部3D电影。2013年11月和2014年2月又进行了一些补拍工作。影片投资高达2.25亿美元，是20世纪福克斯投资第二高的影片，仅次于2009年作品《阿凡达》。漫画作者Chris Claremont担任影片顾问。英国特效公司Moving Picture Company和美国特效公司Digital Domain担任影片的后期特效制作。

## 音乐
导演布莱恩·辛格的主要合作伙伴约翰·奥特曼担任配乐和剪辑工作。奥特曼以前还曾为2003年作品《X战警2》配乐。原声带将于2014年5月26日发行。
曲目
| 曲序 | 曲目                                                             | 时长 |
| ---- | ---------------------------------------------------------------- | ---- |
| 1.   | The Future - Main Titles                                         | 2:44 |
| 2.   | Time's Up                                                        | 4:18 |
| 3.   | Hope (Xavier's Theme)                                            | 4:48 |
| 4.   | I Found Them                                                     | 2:52 |
| 5.   | Saigon/Logan Arrives                                             | 4:36 |
| 6.   | Pentagon Plan/Sneaky Mystique                                    | 3:25 |
| 7.   | He Lost Everything                                               | 1:51 |
| 8.   | Springing Erik                                                   | 3:33 |
| 9.   | How Was She                                                      | 1:47 |
| 10.  | All Those Voices                                                 | 3:19 |
| 11.  | Paris Pandemonium                                                | 7:45 |
| 12.  | Contacting Raven                                                 | 1:48 |
| 13.  | Rules of Time                                                    | 3:07 |
| 14.  | Hat Rescue                                                       | 1:30 |
| 15.  | Time's Up (Film Version)                                         | 3:34 |
| 16.  | The Attack Begins                                                | 5:04 |
| 17.  | Join Me                                                          | 3:20 |
| 18.  | Do What You Were Made For                                        | 2:56 |
| 19.  | I Have Faith In You/Goodbyes                                     | 2:27 |
| 20.  | Welcome Back/End Titles                                          | 3:58 |
| 21.  | Time in a Bottle (Performed By Jim Croce)                        | 2:27 |
| 22.  | The First Time Ever I Saw Your Face (Performed By Roberta Flack) | 5:20 |

## 宣傳
2014年4月，《蜘蛛人驚奇再起2：電光之戰》院線版的片尾彩蛋包含一段本片的內容。該橋段的背景設定在越南戰爭，講述變種人魔形女（珍妮佛·勞倫斯飾演）潛入威廉·史崔克（喬什·赫爾曼飾演）的基地，救走即將被送去做實驗的變種人法官（盧卡斯·提爾飾演）、蛤蟆人（伊凡·喬尼凱特飾演）與紋墨（格雷格·羅威飾演）。此舉讓許多觀眾誤以為蜘蛛人和X戰警的跨界電影即將推出，但原因其實是片約衝突的關係。索尼影視娛樂打算讓馬克·韋布繼續執導《蜘蛛人驚奇再起2：電光之戰》，但韋布已經與二十世紀福斯簽下了兩部片的合約，在拍完2009年電影《戀夏500日》後仍欠福斯一部電影未拍，導致索尼與二十世紀福斯陷入搶人的膠著狀態，最後索尼答應在《蜘蛛人驚奇再起2：電光之戰》中免費宣傳本片，二十世紀福斯才願意放行。

## 评价
本片收穫幾乎一致的好評，烂番茄基於315條評論，新鲜度高达90%，被认为影片结合了X戰警系列中最好的元素，呈现出最精彩的效果；Metacritic上44家媒体综评75分，IMDB上得8分，获得广泛好评。
《洛杉矶时报》给90分：尽管有大量的动作戏，本片与早期的《X战警》电影相比在意图上显得更深入、更丰富和更有思想和存在意义，很好的嵌入了被搅乱的时间线。《纽约邮报》给88分：布莱恩·辛格导演精心制作而又诙谐幽默的本片让人在日趋老套的漫威漫画电影中呼吸到一点新鲜空气。《完全电影》给80分：布莱恩·辛格用他早期《X战警》电影的成功因素——充满活力而又率性、清晰而又真诚、热情而又敢于冒险，重振了该系列。《华盛顿邮报》给75分：影片本身就如一剂令人兴奋的肾上腺激素，而暑期档电影就应该这样。

## 票房
北美方面，首周末收获9070万美元列冠军，次周末收3260万列亚军，第三周末收1470万排第四，北美累计2.34亿，位列北美年度票房第七位。
中国大陆方面，首周三天收2.52亿人民币列第一，次周入账2.76亿蝉联冠军，第三周收1.43亿列第二，第四周收4500万列第三，累计7.24亿。
香港方面，首周四天收2191万港币列首位，次周收1587万蝉联冠军。
台灣方面，首日票房為新台幣1400萬元；首週五天票房為新台幣1.05億元；次週票房累計至新台幣1.9億元；第三週票房累計至新台幣2.15億元；第四週票房累計至新台幣2.31億元；第五週票房累計至新台幣2.4億元；最終全台票房為新台幣2.28億元。
| 上一届： 《哥斯拉》      | 2014年美國週末票房冠軍 第21周        | 下一届： 《黑魔女：沉睡魔咒》 |
| 上一届： 《哥斯拉》      | 2014年台北週末票房冠軍 第21周        | 下一届： 《明日邊界》         |
| 上一届： 《哥斯拉》      | 2014年香港一週票房冠軍 第20-21週     | 下一届： 《沉睡魔咒》         |
| 上一届： 《超凡蜘蛛侠2》 | 2014年中国内地一周票房冠军 第21-22周 | 下一届： 《明日边缘》         |

## 備註
1. ↑  依照電影上映順序。
2. ↑  依照電影上映順序。

## 外部連結
- 官方网站
- 互联网电影数据库（IMDb）上《X戰警：未來昔日》的资料（英文）
- AllMovie上《X戰警：未來昔日》的资料（英文）
- Box Office Mojo上《X戰警：未來昔日》的資料（英文）
- Metacritic上《X戰警：未來昔日》的資料（英文）
- 爛番茄上《X戰警：未來昔日》的資料（英文）
- 開眼電影網上《X戰警：未來昔日》的資料（繁體中文）
- Yahoo奇摩電影上《X戰警：未來昔日》的資料（繁體中文）
- 雅虎香港電影上《X戰警：未來昔日》的資料（繁體中文）
- 时光网上《X戰警：未來昔日》的資料（简体中文）
- 豆瓣电影上《X戰警：未來昔日》的資料 （简体中文）